# BURNOUT SYNDROMES
BURNOUT SYNDROMES（バーンアウト・シンドロームズ）は、日本のスリーピースロックバンド。所属事務所はHandmade Music。レーベルはエピックレコードジャパン。公式ファンクラブは「燃尽文庫」。

## メンバー
| 名前                            | パート                | 生年月日              | 出身     |
| ------------------------------- | --------------------- | --------------------- | -------- |
| 熊谷 和海 （くまがい かずうみ） | ボーカル ギター       | 1992年5月20日（33歳） | 大阪市   |
| 石川 大裕 （いしかわ たいゆう） | ベース コーラス / M&C | 1992年5月3日（33歳）  | 東大阪市 |
| 廣瀬 拓哉 （ひろせ たくや）     | ドラムス コーラス     | 1993年3月14日（32歳） | 大阪市   |

## 略歴
2005年
- 西大和学園中学校に在学していた石川が同じクラスだった熊谷と、小学校の同級生でゲームセンターで再会した廣瀬を勧誘して結成[4][5]。

2010年
- TOKYO FM『SCHOOL OF LOCK!』主催イベント「閃光ライオット」に出場し、準グランプリを獲得[6]。

2013年
- 12月、初のワンマンライブを東京・大阪にて開催し、完売。年末にはFM802主催イベント「RADIO CRAZY」に初出演。
- ROCKIN'ON JAPANのNew Comerに選出。「Jumpin'Jack 2014」では、KEYTALK、キュウソネコカミ、グッドモーニングアメリカ、モーモールルギャバンのオープニングアクトを務める[7]。

2014年
- 6月4日、アルバムのリードトラック「LOSTTIME」をタワーレコード限定シングルとして発売、タワーレコード難波店のウィークリーシングルチャートで1位を獲得した[8]ほか、大阪4店舗でチャートイン[9]し、発売1週間で出荷分を完売。
- 7月2日、初の全国流通盤となるアルバム『世界一美しい世界一美しい世界』をリリース。
- 秋にはイナズマロックフェスやスペースシャワー列伝などの大型イベントにも出演。
- 10月には2度目となるワンマンライブ「世界一美しい世界」を東京TSUTAYA O-Crest、大阪Pangeaにて開催。

2015年
- 5月13日、いしわたり淳治をプロデューサーに迎えた2ndアルバム『文學少女』をリリース。[10]「文學少女」のMVは、NHK Eテレ『テクネ 映像の教室』で紹介される。[11]

2016年
- 2月、インディーズ最後のツアーとして、「ラストインディーズツアー〜人生はストーリー〜」を東名阪にて開催。[12]
- 3月2日、EPICレコードジャパンより、シングル『FLY HIGH!!』でメジャーデビュー。アニメ『ハイキュー!! セカンドシーズン』の第2クールオープニング・テーマに起用され、[13]オリコンチャート総合20位を記録した。[14]
- FX 2016[15]、ARABAKI ROCK FEST.16[16]、VIVA LA ROCK 2016[17]等のフェスに出演。
- 10月26日、2ndシングル『ヒカリアレ』をリリース。[18]
- 11月9日、1stアルバム『檸檬』をリリース。iTunes配信ロックアルバムチャート4位にランクイン。[19]
- 年末にはCOUNTDOWN JAPAN 2016/17に初出演した[20]。

2017年
- 6月、全国ツーマンツアー「Butterfly in the stomach」を敢行。[21]
- 9月18日、初の配信シングル『ハイスコアガール』を発売。[22]

2018年
- 2月7日、3rdシングル『花一匁』をリリース。タイトル曲がアニメ『銀魂. 銀ノ魂篇』エンディングテーマに起用される。[23]
- 2月21日、2ndアルバム『孔雀』をリリース。同年3月からはこのアルバムを携えた全国ワンマンツアー「孔雀〜いざ真剣勝負〜」を敢行（全5公演）。[24]
- 8月3日、2作目となる配信シングル『世界を回せ』をリリース。[25]
- 12月22日、「全国高校eスポーツ選手権」の応援ソングとして書き下ろされた、3作目となる配信シングル『ナミタチヌ』をリリース。[26]

2019年
- 1月14日、4作目となる配信シングル『SPEECH』をリリース。[27]
- 2月20日、3rdアルバム『明星』をリリース。同年3月には全国ワンマンツアー「明星〜We have a dream〜」を開催した。[28]
- 8月21日、4thシングル『Good Morning World!』をリリース。タイトル曲はアニメ『Dr.STONE』オープニングテーマに起用。[29]

2020年
- 2月12日、5thシングル『PHOENIX』をリリース。タイトル曲はアニメ『ハイキュー!! TO THE TOP』オープニングテーマに起用。[30]
- 3月25日、アニメコンセプトBESTアルバム、『BURNOUT SYNDROMEZ』をリリース。[31]
- 8月26日、BURNOUT SYNDROMESプロデュースにより誕生した、スペシャルユニットHXEROS SYNDROMESの1stシングル『Wake Up H×ERO! feat.炎城烈人(CV:松岡禎丞)』がリリースされた。また、タイトル曲はテレビアニメ『ド級編隊エグゼロス』オープニングテーマに起用された。また『Wake Up H×ERO！』『Ocean』の二曲には同アニメの主人公炎城烈人を演じる声優・松岡禎丞が参加している。[32]

2021年
- 5月19日、6thシングル『BLIZZARD/銀世界』をリリース。バンド初の両A面シングルであり、タイトル曲は共にテレビアニメ『ましろのおと』のオープニングテーマに起用された。また『BLIZZARD』には同アニメの主人公「澤村雪」を演じる声優・島﨑信長が語り手として参加している。[33]
- 6月23日、4thアルバム『TOKYO』をリリース。[34]
- 7月16日、オンライン・ワンマンライブ「注文の多い料理店-☆☆☆-プレオープン」を開催。[35]
- 9月24日を皮切りに2020年に延期されていた「BURNOUT SYNDROMES 全国ワンマンツアー 2021」を行う予定だったが、緊急事態宣言下ということもあり延期に。[36]

2022年
- 1月14日を皮切りに、前年にリリースした4thアルバム『TOKYO』を引っ提げた全国ワンマンツアーを開催。[37][38]
- 1月21日から日本武道館で開催された「リスアニ！LIVE 2022」のFirst StageにCHiCO with HoneyWorks、fhánaと共に出演した。[39]
- 4月24日からは2020年8月に開催を予定してから、度重なる延期に見舞われた東名阪ワンマンライブ「注文の多い料理店-☆☆☆-」を開催。同バンド初となるアコースティック・ワンマン・ライブは当初1500人限定ライブの予定だったが新型コロナウイルスの影響もあり、初日の東京公演第二部を生配信した。[40]
- 7月11日に配信限定シングルとして『Good Morning [New] World!』をリリース、MVが公開された。[41]
- 同曲は前日に放送されたアニメ『Dr.STONE』のTVスペシャル『Dr.STONE 龍水』のオープニングに起用された。[42]
- 8月5日(現地時間)よりアメリカ・サンノゼで開催された北米最大級のアニメイベント『Crunchyroll EXPO 2022』のDay2、Day3に出演し、初めてアメリカでのライブを披露した。[43]
- また、9月2日(現地時間)よりアルゼンチン・ブエノスアイレスで開催されたアルゼンチン初の日本ポップカルチャーイベント『Anime Con Argentina』に二日間にわたって出演した。[44]
- また上記で述べた2つのイベントを含めたGood Morning [New] WORLD TOURの開催を発表した。
- 12月14日に配信限定シングルとして同じくアニメソングを多く手掛けているロックバンド、FLOWとコラボした『I Don't Wanna Die in the Paradise』をリリース。[45]

2023年
- 1月5日よりFLOW、ラックライフと共に東名阪3マンツアー『DISK GARAGE presents 共鳴レンサツアー ～アニメスペシャル～』に出演。[46]
- 1月14日にメジャーデビューシングル『FLY HIGH!!』が音楽配信サイトSpotifyで1億回再生を突破した。[47]
- 3月5日に、初めてのファンクラブイベントである、『燃え尽き大感謝祭!2023』を浅草花劇場で開催。[48]
- 3月29日に、二度目のベストアルバムとなる『The World is Mine』をリリース。[49]
- 8月21日の大阪公演を皮切りに『Good Morning [New] WORLD TOUR2023』をスタート。
- 大阪、東京での国内公演に加え、韓国、シンガポールでの海外公演を含んだ3カ国4公演のアジアツアーとなった。また今ツアーがバンド結成後初めての海外でのワンマンライブとなった。[50]
- 10月4日にASCAとのコラボ楽曲である『KUNOICHI』を配信限定でリリース。[51]11月24日にはMVが公開された。[52]

2024年
- 2月28日「アニ×パラ第17弾パラアーチェリー編」の主題歌『Amateras』を配信限定でリリース。
- 4月13日「魔王学院の不適合者」主題歌『魔王』を配信限定でリリース。
- 4月19日から『Good Morning [New] WORLD TOUR 2024 in CHINA』を深圳・上海で実施。バンド結成後初めて中国でのライブとなった。
- 5月22日に7thシングルとなる『魔王/Amateras』をリリース。シングルのリリースは『BLIZZARD/銀世界』以来3年ぶりとなった。
- 11月27日に5thアルバムとなる『ORIGAMI』をリリース。全14曲のうち7曲がコラボ楽曲というアルバムとなった。[53]

## ディスコグラフィー

### メジャー

#### シングル
|     | 発売日         | タイトル                                   | 規格品番     | 規格                                                            | オリコン 最高位 | 収録アルバム      |
| --- | -------------- | ------------------------------------------ | ------------ | --------------------------------------------------------------- | --------------- | ----------------- |
| 1st | 2016年3月2日   | FLY HIGH!!                                 | ESCL 4598-9  | CD+缶バッジ2個セット（初回生産限定盤）                          | 20位            | 檸檬              |
| 1st | 2016年3月2日   | FLY HIGH!!                                 | ESCL 4600    | CDのみ（通常盤）                                                | 20位            | 檸檬              |
| 2nd | 2016年10月26日 | ヒカリアレ                                 | ESCL 4717-8  | CD+缶バッジ2個セット（初回生産限定盤）                          | 46位            | 檸檬              |
| 2nd | 2016年10月26日 | ヒカリアレ                                 | ESCL 4719    | CDのみ（通常盤）                                                | 46位            | 檸檬              |
| 3rd | 2018年2月7日   | 花一匁                                     | ESCL 4962    | CDのみ（通常盤）                                                | 43位            | 孔雀              |
| 3rd | 2018年2月7日   | 花一匁                                     | ESCL 4963-4  | CD+アニメ絵柄ジャケット、アニメ絵柄グッズ付き（期間生産限定盤） | 43位            | 孔雀              |
| 4th | 2019年8月21日  | Good Morning World!                        | ESCL 5270-1  | CD+DVD（初回限定盤）                                            | 29位            | BURNOUT SYNDROMEZ |
| 4th | 2019年8月21日  | Good Morning World!                        | ESCL 5272    | CDのみ（通常盤）                                                | 29位            | BURNOUT SYNDROMEZ |
| 4th | 2019年8月21日  | Good Morning World!                        | ESCL 5273-4  | CD+DVD（Dr.STONE盤）                                            | 29位            | BURNOUT SYNDROMEZ |
| 5th | 2020年2月12日  | PHOENIX                                    | ESCL 5333-4  | CD+DVD（初回限定盤）                                            | 17位            | BURNOUT SYNDROMEZ |
| 5th | 2020年2月12日  | PHOENIX                                    | ESCL 5335    | CDのみ（通常盤）                                                | 17位            | BURNOUT SYNDROMEZ |
| 5th | 2020年2月12日  | PHOENIX                                    | ESCL 5336-8  | CD+DVD+缶バッジ2個セット（初回生産限定アニメ盤）                | 17位            | BURNOUT SYNDROMEZ |
| 6th | 2020年8月26日  | Wake Up H×ERO! feat.炎城烈人(CV：松岡禎丞) | ESCL 5436-7  | CD+DVD+アニメ絵柄ジャケット（期間生産限定盤）                   | 81位            | TOKYO             |
| 6th | 2020年8月26日  | Wake Up H×ERO! feat.炎城烈人(CV：松岡禎丞) | ESCL 5438    | CDのみ（通常盤）                                                | 81位            | TOKYO             |
| 7th | 2021年5月19日  | BLIZZARD/銀世界                            | ESCL 5518-19 | CD+DVD（初回限定盤）                                            | 32位            | TOKYO             |
| 7th | 2021年5月19日  | BLIZZARD/銀世界                            | ESCL 5520    | CDのみ（通常盤）                                                | 32位            | TOKYO             |
| 7th | 2021年5月19日  | BLIZZARD/銀世界                            | ESCL 5521-2  | CD+DVD（初回生産限定アニメ盤）                                  | 32位            | TOKYO             |
| 8th | 2024年5月22日  | 魔王/Amateras                              | ESCL 5958-9  | CD+BD（初回仕様付期間生産限定盤）                               | TBA             | ORIGAMI           |

#### 配信限定シングル
|      | 配信開始日     | タイトル                          | 規格                   | 収録アルバム      |
| ---- | -------------- | --------------------------------- | ---------------------- | ----------------- |
| 1st  | 2017年9月18日  | ハイスコアガール                  | デジタル・ダウンロード | 孔雀              |
| 2nd  | 2018年8月3日   | 世界を回せ                        | デジタル・ダウンロード | 明星              |
| 3rd  | 2018年12月22日 | ナミタチヌ                        | デジタル・ダウンロード | 明星              |
| 4th  | 2019年1月14日  | SPEECH                            | デジタル・ダウンロード | 明星              |
| 5th  | 2022年7月11日  | Good Morning [New] World!         | デジタル・ダウンロード | The WORLD is Mine |
| 6th  | 2022年12月14日 | I Don't Wanna Die in the Paradise | デジタル・ダウンロード | The WORLD is Mine |
| 7th  | 2023年10月4日  | KUNOICHI                          | デジタル・ダウンロード | ORIGAMI           |
| 8th  | 2024年2月28日  | Amateras                          | デジタル・ダウンロード | ORIGAMI           |
| 9th  | 2024年4月13日  | 魔王                              | デジタル・ダウンロード | ORIGAMI           |
| 10th | 2025年6月25日  | 月光蝶                            | デジタル・ダウンロード | TBA               |

#### アルバム
|     | 発売日         | タイトル | 規格品番     | 規格                                    | オリコン 最高位 |
| --- | -------------- | -------- | ------------ | --------------------------------------- | --------------- |
| 1st | 2016年11月9日  | 檸檬     | ESCL 4732-3  | CD+特典DVD（初回生産限定盤）            | 37位            |
| 1st | 2016年11月9日  | 檸檬     | ESCL 4734    | CDのみ（通常盤）                        | 37位            |
| 1st | 2016年11月9日  | 檸檬     | ESCL 4735-6  | CD+オリジナルバンダナ（完全生産限定盤） | 37位            |
| 2nd | 2018年2月21日  | 孔雀     | ESCL 4997-8  | CD+特典DVD（初回生産限定盤）            | 31位            |
| 2nd | 2018年2月21日  | 孔雀     | ESCL 4999    | CDのみ（通常盤）                        | 31位            |
| 3rd | 2019年2月20日  | 明星     | ESCL 5161-2  | CD+特典DVD（初回生産限定盤）            | 56位            |
| 3rd | 2019年2月20日  | 明星     | ESCL 5163    | CDのみ（通常盤）                        | 56位            |
| 4th | 2021年6月23日  | TOKYO    | ESCL 5540〜1 | CD+特典DVD（初回生産限定盤）            | 38位            |
| 4th | 2021年6月23日  | TOKYO    | ESCL 5542    | CDのみ（通常盤）                        | 38位            |
| 5th | 2024年11月27日 | ORIGAMI  | ESCL 6030〜1 | CD+特典Blu-ray（初回生産限定盤）        | TBA             |
| 5th | 2024年11月27日 | ORIGAMI  | ESCL 6032    | CDのみ（通常盤）                        | TBA             |

#### ベストアルバム
|     | 発売日        | タイトル          | 規格品番     | 規格                               | オリコン 最高位 |
| --- | ------------- | ----------------- | ------------ | ---------------------------------- | --------------- |
| 1st | 2020年3月25日 | BURNOUT SYNDROMEZ | ESCL 5366    | CD+BD+コミック                     | 41位            |
| 1st | 2020年3月25日 | BURNOUT SYNDROMEZ | ESCL 5368    | CDのみ（通常盤）                   | 41位            |
| 2nd | 2023年3月29日 | The WORLD is Mine | ESCL 5786～7 | CD+BD                              | TBA             |
| 2nd | 2023年3月29日 | The WORLD is Mine | ESCL 5788    | CDのみ（通常盤、紙ジャケット仕様） | TBA             |

## タイアップ
| 年     | 曲名                         | タイアップ |
| ------ | ---------------------------- | --- |
| 2014年 | LOSTTIME                     | 関西テレビ『ミュージャック』2014年7月度エンディングテーマ                                                               |
| 2016年 | FLY HIGH!!                   | テレビアニメ『ハイキュー!! セカンドシーズン』第2クール オープニングテーマ                                               |
| 2016年 | ヒカリアレ                   | テレビアニメ『ハイキュー!! 烏野高校 VS 白鳥沢学園高校』オープニングテーマ                                               |
| 2017年 | ヒカリアレ                   | 劇場アニメ『ハイキュー!! コンセプトの戦い』主題歌                                                                       |
| 2018年 | 花一匁                       | テレビアニメ『銀魂.』銀ノ魂篇 エンディングテーマ                                                                        |
| 2018年 | ナミタチヌ                   | 『全国高校eスポーツ選手権』応援ソング                                                                                   |
| 2018年 | SPEECH                       | 文化放送 受験生応援キャンペーン『キミはひとりじゃない』テーマソング                                                     |
| 2019年 | Good Morning World!          | テレビアニメ『Dr.STONE』オープニングテーマ                                                                              |
| 2020年 | PHOENIX                      | テレビアニメ『ハイキュー!! TO THE TOP』第2クールオープニングテーマ                                                      |
| 2020年 | Wake Up H×ERO! feat.炎城烈人 | テレビアニメ『ド級編隊エグゼロス』オープニングテーマ                                                                    |
| 2021年 | BLIZZARD                     | テレビアニメ『ましろのおと』オープニングテーマ                                                                          |
| 2021年 | 銀世界                       | テレビアニメ『ましろのおと』オープニングテーマ                                                                          |
| 2022年 | Good Morning [New] World!    | テレビアニメ『Dr.STONE 龍水』オープニングテーマ                                                                         |
| 2024年 | Amateras                     | テレビアニメ『アニ×パラ〜あなたのヒーローは誰ですか〜 第17弾 パラアーチェリー編』テーマソング                           |
| 2024年 | 魔王                         | テレビアニメ『魔王学院の不適合者 II 〜史上最強の魔王の始祖、転生して子孫たちの学校へ通う〜』第2クールオープニングテーマ |

## 出演番組

### ラジオ
- 燃えつきサンデー（2017年7月2日 ‐ 、エフエム愛知、毎週日曜22時00分 ‐ 22時30分[69]） ‐ 2019年9月に終了した。
- あにぺろ (2021年5月25日 - 2022年12月27日 , 2023年5月23日 -  、FM FUKUOKA、毎月第四火曜日)
- Tresen (2024年12月2日 FM Yokohama)
- Music Treasures (2024年12月25日 MBSラジオ)